# Dysdera pamirica
Dysdera pamirica là một loài nhện trong họ Dysderidae.
Loài này thuộc chi Dysdera. Dysdera pamirica được miêu tả năm 1992 bởi Dunin.